# Tatce
Tatce är en ort i Tjeckien.   Den ligger i regionen Mellersta Böhmen, i den centrala delen av landet, 40 km öster om huvudstaden Prag. Tatce ligger 207 meter över havet och antalet invånare är 557.
Terrängen runt Tatce är platt.Runt Tatce är det ganska tätbefolkat, med 124 invånare per kvadratkilometer. Närmaste större samhälle är Kolín, 17,4 km öster om Tatce. Trakten runt Tatce består till största delen av jordbruksmark.